# لان شیژانگ
لان شیژانگ (انگلیسی: Lan Shizhang؛ زادهٔ ۹ فوریهٔ ۱۹۷۴) وزنه‌بردار اهل چین بود.